# Juan Manuel Sánchez Gordillo
Juan Manuel Sánchez Gordillo (Marinaleda, 5 de fevereiro de 1952) é um político sindicalista e professor de História de Marinaleda, uma aldeia na Província de Sevilha. É, desde 1979 prefeito de sua cidade natal e foi representante da Esquerda Unida, no Parlamento da Andaluzia entre 1994 e 2000 e entre 2008 e novembro de 2014 . Ele não recebia salário como prefeito de Marinaleda, vivendo apenas com remuneração paga como professor e como deputado. Em 2012, o lema de sua administração era "Uma Utopia para a Paz". A cidade contava com um programa de construção de moradias a baixo custo e com instrumentos de democracia direta na tomada de decisões .
Sánchez Gordillo foi o líder histórico do Sindicato de Obreros del Campo, que se juntou a outros sindicatos para formar o Sindicato Andaluz de Trabajadores (SAT) e da Candidatura Unitaria de Trabajadores (Coletivo de Unidade dos Trabalhadores) (CUT) que, até fevereiro de 2015, era parte da Esquerda Unida (IU) 
Em 2012, o CUT integrava o Bloco Andaluz de Esquerdas (BAI) que é anticapitalista e defendia a soberania Andaluzia. 
Gordillo era um defensor da reforma agrária e um crítico de alguns aspectos dos subsídios da União Europeia para a agricultura, pois teriam como critério a extensão da terra e não a produção, e, isso favoreceria os latifundiários improdutivos, enquanto que o correto ter como critério o número de empregos gerados e os cuidados com o meio ambiente, além de conceder maiores incentivos para a agricultura familiar.
Em agosto de 2012, Gordillo liderou o saque a dois supermercados.
Em novembro de 2013, o Supremo Tribunal da Andaluzia (TSJA) condenou Gordillo a sete meses de prisão por liderar a ocupação de uma fazenda militar em agosto 2012 .